# Краснопільська сільська рада (Коропський район)
Краснопі́льська сільська́ ра́да — адміністративно-територіальна одиниця та орган місцевого самоврядування в Коропському районі Чернігівської області. Адміністративний центр — село Краснопілля.

## Загальні відомості
- Територія ради: 66,434 км²
- Населення ради: 711 особа (станом на 2001 рік)

Краснопільська сільська рада зареєстрована 1918 року. Стала однією з 25-ти сільських рад Коропського району і одна з 17-ти, яка складається більше, ніж з одного населеного пункту.
На території сільради діє Краснопільська ЗОШ І-ІІІ ст.

## Населені пункти
Сільській раді були підпорядковані населені пункти:
- с. Краснопілля (690 осіб)
- с. Ранок (21 особа)

## Склад ради
Рада складалася з 14 депутатів та голови.
- Голова ради: Павлюк Василь Іванович
- Секретар ради: Шостак Тетяна Миколаївна

### Керівний склад попередніх скликань
| Прізвище, ім'я, по батькові | Основні відомості                                                                                   | Дата обрання | Дата звільнення |
| --------------------------- | --------------------------------------------------------------------------------------------------- | ------------ | --------------- |
| Павлюк Василь Іванович      | Сільський голова, 1959 року народження, освіта середня спеціальна, член Української Народної Партії | 26.03.2006   | 31.10.2010      |
| Павлюк Василь Іванович      | Сільський голова, 1959 року народження, освіта середня спеціальна, член Української Народної Партії | 31.10.2010   |                 |

Примітка: таблиця складена за даними сайту Верховної Ради України

### Депутати
За результатами місцевих виборів 2010 року депутатами ради стали:

#### За суб'єктами висування
| Суб'єкт висування                 | Кількість обраних депутатів | %    |
| --------------------------------- | --------------------------- | ---- |
| Партія регіонів                   | 5                           | 35,7 |
| Народна партія                    | 4                           | 28,6 |
| Політична партія «Сильна Україна» | 2                           | 14,3 |
| Українська Народна Партія         | 2                           | 14,3 |
| Єдиний Центр                      | 1                           | 7,1  |

#### За округами
| № округу                          | Прізвище, ім'я, по батькові       | Дата визнання обраним | Освіта             | Партійна приналежність                  | Відомості про обраного депутата                                                       |
| --------------------------------- | --------------------------------- | --------------------- | ------------------ | --------------------------------------- | ------------------------------------------------------------------------------------- |
| Єдиний Центр                      |                                   |                       |                    |                                         |                                                                                       |
| 2                                 | Халецький Олександр Олександрович | 01.11.2010            | середня спеціальна | позапартійний                           | ПОСГП «Світанок», зав. фермою                                                         |
| Народна Партія                    |                                   |                       |                    |                                         |                                                                                       |
| 3                                 | Шостак Олександр Михайлович       | 01.11.2010            | середня            | позапартійний                           | СТОВ «Агрольон», водій                                                                |
| 5                                 | Якименко Тетяна Борисівна         | 01.11.2010            | середня спеціальна | член Народної партії                    | Краснопільська сільська рада, бухгалтер                                               |
| 10                                | Самусь Олена Василівна            | 01.11.2010            | середня спеціальна | позапартійна                            | Краснопільське ПВ, начальник ПВ                                                       |
| 11                                | Шостак Тетяна Миколаївна          | 01.11.2010            | середня спеціальна | член Народної партії                    | Краснопільська сільська рада, секретар сільської ради                                 |
| Партія регіонів                   |                                   |                       |                    |                                         |                                                                                       |
| 1                                 | Лозова Тетяна Сергіївна           | 01.11.2010            | вища               | член Партії регіонів                    | Краснопільська загальноосвітня школа І-ІІІ ст., заступник директора школи             |
| 4                                 | Барзаковська Тетяна Іванівна      | 01.11.2010            | середня спеціальна | позапартійна                            | відділ культури, бібліотекар                                                          |
| 8                                 | Коток Віра Петрівна               | 01.11.2010            | вища               | член Партії регіонів                    | Краснопільська загальноосвітня школа І-ІІІ ст., заступник директора з виховної роботи |
| 12                                | Ільтяй Микола Миколайович         | 01.11.2010            | середня спеціальна | член Партії регіонів                    | СТОВ «Агрольон», інженер                                                              |
| 14                                | Шостак Світлана Миколаївна        | 01.11.2010            | середня спеціальна | член Партії регіонів                    | Краснопільська загальноосвітня школа І-ІІІ ст., техпрацівник                          |
| Політична партія «Сильна Україна» |                                   |                       |                    |                                         |                                                                                       |
| 9                                 | Шеремет Валентина Володимирівна   | 01.11.2010            | середня            | член Політичної партії «Сильна Україна» | Краснопільський фельдшерсько-акушерський пункт, молодша медсестра                     |
| 13                                | Білан Валентина Валентинівна      | 01.11.2010            | середня            | член Політичної партії «Сильна Україна» | ПП Мальцева, продавець                                                                |
| Українська Народна Партія         |                                   |                       |                    |                                         |                                                                                       |
| 6                                 | Махлай Сергій Іванович            | 01.11.2010            | середня спеціальна | член Української Народної Партії        | тимчасово не працює                                                                   |
| 7                                 | Махлай Валентина Миколаївна       | 01.11.2010            | середня            | член Української Народної Партії        | тимчасово не працює                                                                   |